# Coupe du monde de VTT Trial 2014
Pour les articles homonymes, voir Trial (homonymie).
La Coupe du monde de VTT Trial 2014 est une compétition organisée par l'Union cycliste internationale, qui regroupe cinq manches de trial.

## Calendrier

### Hommes, 20 pouces
| Date                                                                           | Vainqueur      | Deuxième   | Troisième    | Leader de la coupe du monde |
| 1. Cracovie                                                                    |                |            |              |                             |
| du 30 mai 2014 au 1er juin 2014                                                | Abel Mustieles | Benito Ros | Rick Koekoek | Abel Mustieles              |
| 2. Pra Loup                                                                    |                |            |              |                             |
| du 25 juillet 2014 au 27 juillet 2014                                          |                |            |              |                             |
| 3. Méribel                                                                     |                |            |              |                             |
| du 21 août 2014 au 23 août 2014                                                |                |            |              |                             |
| Lillehammer Championnats du monde de VTT et de Trial (1er au 7 septembre 2014) |                |            |              |                             |
| 4. Moutier                                                                     |                |            |              |                             |
| du 19 septembre 2014 au 20 septembre 2014                                      |                |            |              |                             |
| 5. Anvers                                                                      |                |            |              |                             |
| du 26 septembre 2014 au 28 septembre 2014                                      |                |            |              |                             |

### Hommes, 26 pouces
| Date                                                                           | Vainqueur           | Deuxième    | Troisième        | Leader de la coupe du monde |
| 1. Cracovie                                                                    |                     |             |                  |                             |
| du 30 mai 2014 au 1er juin 2014                                                | Giacomo Coustellier | Jack Carthy | Vincent Hermance | Giacomo Coustellier         |
| 2. Pra Loup                                                                    |                     |             |                  |                             |
| du 25 juillet 2014 au 27 juillet 2014                                          |                     |             |                  |                             |
| 3. Méribel                                                                     |                     |             |                  |                             |
| du 21 août 2014 au 23 août 2014                                                |                     |             |                  |                             |
| Lillehammer Championnats du monde de VTT et de Trial (1er au 7 septembre 2014) |                     |             |                  |                             |
| 4. Moutier                                                                     |                     |             |                  |                             |
| du 19 septembre 2014 au 20 septembre 2014                                      |                     |             |                  |                             |
| 5. Anvers                                                                      |                     |             |                  |                             |
| du 26 septembre 2014 au 28 septembre 2014                                      |                     |             |                  |                             |

### Femmes
| Date                                                                           | Vainqueur        | Deuxième          | Troisième   | Leader de la coupe du monde |
| 1. Cracovie                                                                    |                  |                   |             |                             |
| du 30 mai 2014 au 1er juin 2014                                                | Nina Reichenbach | Tatiana Janickova | Gemma Abant | Nina Reichenbach            |
| 2. Pra Loup                                                                    |                  |                   |             |                             |
| du 25 juillet 2014 au 27 juillet 2014                                          |                  |                   |             |                             |
| 3. Méribel                                                                     |                  |                   |             |                             |
| du 21 août 2014 au 23 août 2014                                                |                  |                   |             |                             |
| Lillehammer Championnats du monde de VTT et de Trial (1er au 7 septembre 2014) |                  |                   |             |                             |
| 4. Moutier                                                                     |                  |                   |             |                             |
| du 19 septembre 2014 au 20 septembre 2014                                      |                  |                   |             |                             |
| 5. Anvers                                                                      |                  |                   |             |                             |
| du 26 septembre 2014 au 28 septembre 2014                                      |                  |                   |             |                             |